# Havka
Havka (in ungherese Hóka, in tedesco Haffke) è un comune della Slovacchia facente parte del distretto di Kežmarok, nella regione di Prešov.